# 濱口道雄
濱口 道雄（はまぐち みちお、1943年5月22日 - ）は、日本の経営者。ヤマサ醤油会長を務めている。

## 経歴
東京都出身。1966年に慶應義塾大学商学部を卒業し、同年に東邦生命保険に入社。1968年4月にヤマサ醤油に転じ、1973年2月に取締役に就任し、1982年3月に常務を経て、1983年3月には社長に就任。2017年3月には会長に就任。
2017年4月に旭日中綬章を受章。

## テレビ出演
- 日経スペシャル カンブリア宮殿 プロ料理人も食品メーカーも大絶賛！ 変化を恐れず挑戦する老舗・醤油メーカーのサバイバル術（2017年8月10日、テレビ東京）[5]